# Duccio Forzano
Duccio Forzàno, pseudonimo di Carmelo Forzano (Genova, 17 ottobre 1960), è un regista e autore televisivo italiano.

## Biografia
Dopo una gavetta fatta di molti mestieri oltre a quello del film maker e realizzatore, viene notato da Claudio Baglioni negli anni novanta per aver prodotto il videoclip (diretto da Giacomo De Simone) di Amore dannato, per la sua ex moglie Paola Massari. Baglioni lo vuole regista inizialmente dei suoi videoclip a cominciare da Bolero, successivamente gli affida la direzione televisiva dei suoi concerti. Contemporaneamente lavora per Mediaset: Verissimo e Real TV - Eroi per caso.
Nel 2000 dirige la prima edizione dello show Torno sabato di Giorgio Panariello, Ultimo Valzer di Fabio Fazio, le quattro edizioni di Stasera pago io di Fiorello, poi torna in Mediaset con Paolo Bonolis e di nuovo in Rai con Gianni Morandi e Vincenzo Salemme. Vive anche una parentesi cinematografica nel 2003, dirige 23, una commedia comica con i Ditelo voi. Dal 2005 al 2016 ha curato la regia del programma di Rai 3 Che tempo che fa di nuovo con Fazio.
Nel 2006 debutta nella regia teatrale al Teatro Sistina con la commedia musicale "Squali - Una storia vera un sogno" da un'idea di Alberto Luca Recchi, scritto con Paola Conte e interpretato da Alberto Luca Recchi con Giulia Ottonello, Carlo Ragone e Beatrice Luzzi. Nel 2019 ha scritto (con Lorena Guglielmucci e Gianni Salvioni) e ha messo in scena lo spettacolo "L'Angelo Bugiardo" dedicato a Lucio Dalla che debutta al Teatro Comunale di Cagli e successivamente viene portato in tour (sospeso dopo le prime date per le limitazioni dovute al Covid-19.
Si dedica anche saltuariamente a seminari universitari di regia televisiva. È regista delle edizioni del 2010, del 2011, del 2013, del 2014, del 2018 e del 2019 del Festival di Sanremo. Sempre per Fazio cura le regie di Vieni via con me su Rai 3 nel 2010 e di Quello che (non) ho su LA7 nel 2012. Ha curato la regia dell'Eurovision Song Contest 2022, tenutosi dal 10 al 14 maggio 2022 presso il PalaOlimpico di Torino, insieme a Cristian Biondani.

## Vita privata
È sposato con Lorena Guglielmucci e ha tre figli.

## Filmografia
Cinema
- Ventitré (2004)

Serie televisiva
- Don Luca c'è (Italia 1, 2008)
- L'amore è sordo (Rai 1, 2012)
- A modo mio (Rai 3 - Sky Documentari 2024)

## Televisione
- Verissimo (Canale 5, 1997)
- Documento Natura (Rete 4, 1998)
- Il Trucco c'è (Rete, 4 1998)
- Eroi per Caso (Italia 1, 1998)
- Serenate (Rai 2, 1998)
- Gli Indelebili (Italia 1, 1999)
- L'ultimo valzer (Rai 2, 1999)
- Torno sabato (Rai 1, 2000)
- Stasera pago io (Rai 1, 2001-2002, 2004)
- Italiani (Canale 5, 2001)
- Uno di noi (Rai 1, 2002)
- Ma il cielo è sempre più blu (Rai 1, 2004)
- Che tempo che fa (Rai 3, 2005-2016)
- Scherzi a parte (Canale 5, 2005, 2007)
- Famiglia Salemme Show (Rai 1, 2006)
- Non facciamoci prendere dal panico (Rai 1, 2006)
- Festival di Sanremo (Rai 1, 2010-2011, 2013-2014, 2018-2019)
- Grazie al cielo sei qui (LA7)
- Ale e Franz Sketch Show (Italia 1, 2010)
- Vieni via con me (Rai 3, 2010)
- Resto Umile World Show (Canale 5, 2011)
- Quello che (non) ho (La7, 2012)
- Emergenza veterinaria (Sky Uno, 2014)
- diMartedì (La7, 2014-2015)
- Che tempo che fa (Rai 3, 2006-2016)
- Capitani coraggiosi (Rai 1, 2015)
- Rischiatutto (Rai 3, 2016)
- Politics - Tutto è politica (Rai 3, 2016)
- Dieci cose (Rai 1, 2016)
- Dance Dance Dance (Fox Life, 2016-2017)
- Sanremo Young (Rai 1, 2018-2019)
- Le rane (Rai 1, 2018)
- Portobello (Rai 1, 2018)
- Mai dire Talk (Italia 1, 2018)
- That's Amore (Rai 3, 2019)
- Una storia da cantare (Rai 1, 2019)
- Sono le venti (Nove, 2020)
- Una storia da cantare (Rai 1, 2020)
- Musica che unisce (Rai 1, 2020)
- La Notte di San Giovanni (Rai Premium, 2020)
- Penso che un sogno così (Rai 1, 2021)
- La musica che gira intorno (Rai 1, 2021)
- È andata così (RaiPlay, 2021)
- Eurovision Song Contest 2022 (Rai 1 e UER, 2022)
- Musicultura (Rai 2 e Rai Italia, 2022-2023)[4]
- Ci vuole un fiore (Rai 1, 2023)
- Tutti i sogni ancora in volo (Rai 1, 2023)
- Colpo di luna (Rai 1, 2024)
- aTuttoCuore (Rai 1, 2024)
- A modo mio (Rai 3, 2024)
- Touch. Impronta Digitale (RaiPlay, 2024)
- Forte e Chiara (Rai 1, 2024)
- Tilt - Tieni il tempo (Italia 1, 2024)
- Domenica In (Rai 1, 2024-2025)

## Videoclip
- Alessandra Becelli - Solo una bugia (2012)
- Andrea Balestrieri - Gocce (2014)
- Claudio e Diana - 'O surdato 'nnammurato (2017)
- Claudio Baglioni - Bolero (1996), Acqua nell'acqua (1996), Arrivederci o addio (1998), Cuore di aliante (1999), Tienimi con te (2004), Crescendo e cercando (2005), Tutti qui (2005), Il nostro concerto (2006), Se non avessi più te (2007), Buon viaggio della vita (2007), Niente più (2009), Io non sono lì (2020)
- Debora Villa - Oca del re (2011)
- Edea - Dall'Africa (2014)
- Fiorella Mannoia - Sally (1999)
- Ivano Fossati - La decadenza (2011)
- Maurizio Marras - Karma Chameleon
- Max Gazzè - I tuoi maledettissimi impegni (2013), Buon compleanno (2013)
- Nina Zilli - Per sempre (2012)
- Pooh - Stai con me (2000)
- Raphael Gualazzi - A Three Second Breath (2011), Madness of Love (2011), Zuccherino dolce (2011)
- Renzo Rubino - Sottovuoto (2014)